# Delmira Agustini
Compléments
Inhumation au Cimetière central de Montevideo en 1914
Delmira Agustini (née à Montevideo le 24 octobre 1886, morte à Montevideo le 6 juillet 1914) est une femme de lettres, poétesse et militante féministe uruguayenne.

## Biographie
Delmira Agustini est née et a grandi dans une famille qui, malgré ses comportements conservateurs et stricts, lui a permis de cultiver sa culture et de développer sa créativité. Son père était Santiago Agustini Barrios (mort le 8 juillet 1925), Uruguayen, et sa mère Maria Murtfeld Triaca (Buenos Aires, Argentine, 24 août 1859-18 juillet 1934).
C'est une fille précoce. En plus de composer des vers depuis l'âge de 10 ans, elle étudie le français, la musique et la peinture.
Elle écrit pour le magazine La Alborada (L'aube). Elle fait partie de la génération de 1900, avec d'autres auteurs latino-américains tels que Julio Herrera y Reissig, Leopoldo Lugones, Julio Herrera y Reissig et Rubén Darío , qu'elle considérait comme son professeur. Darío l'a comparé à Thérèse d'Ávila, déclarant qu'elle était la seule, depuis la sainte, à s'exprimer en tant que femme.

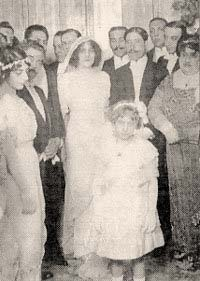
Le mariage de Delmira Agustini en 1913.

Eros, dieu de l'amour, symbolise l'érotisme et inspire les poèmes d'Agustini sur les plaisirs charnels. Il est le protagoniste de plusieurs de ses poèmes et de ses œuvres littéraires. Elle lui a même dédié son troisième livre intitulé Los Cálices Vacíos (Les calices vides) en 1913, qui a été acclamé comme son entrée dans un mouvement littéraire d'avant-garde, « La Vanguardia ».
Son travail peut être classé dans le modernisme littéraire hispano-américain et, plus spécifiquement, au sein du mouvement féministe du XXe siècle.
Elle s'est spécialisée dans le sujet de la sexualité féminine à une époque où le monde littéraire était dominé par les hommes. Son style appartient à la première phase du modernisme et ses sujets traitent de thèmes fantastiques et exotiques.
Elle épouse Enrique Job Reyes le 14 août 1913. Mais elle le quitte un mois plus tard en raison de divers différends conjugaux. Leur divorce est finalisé le 5 juin 1914.
Un mois après, elle est assassinée à l'âge de 28 ans par son ex mari devenu son amant,.
Reyes a tiré deux fois sur elle à la tête et s'est suicidé par la suite. Elle était fiancée depuis 5 ans.
Elle est morte chez elle à Montevideo, en Uruguay.
Elle est enterrée au cimetière central de Montevideo.

## Mémorial

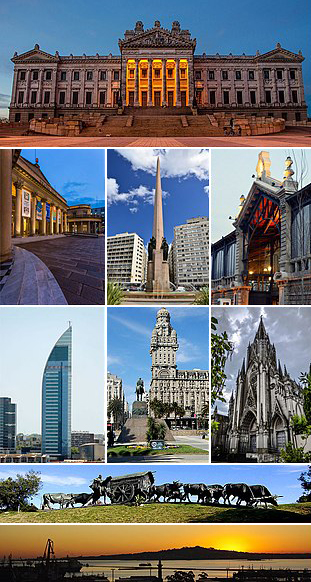
Montevideo.

La ville de Montevideo dispose d'un espace commémoratif dédié à Delmira Agustini et à toutes les victimes de violences sexistes sur le 1206, rue Andes, où son ex-mari a assassiné Delmira. Il s'agit d'une œuvre de l'artiste Martín Sastre qui a été inaugurée en 2014 à l'occasion du 100e anniversaire de l'assassinat de la poétesse.

## Œuvres
- El libro blanco (1907) (Le livre blanc)[5].
- Cantos de la mañana (1910) (Chants du matin)[5].Traduit en français par Monique-Marie Ihry [6]
- Los cálices vacíos (1913) (Les calices vides)[5]. Traduit en français par Monique-Marie Ihry [7]
- El rosario de eros (1924, posthume) (Le chapelet d'Eros)[5].
- Los astros del abismo (1924, posthume) (Les astres de l'abîme).
- Correspondencia sexual (1969, posthume) (Correspondance sexuelle).